# Guinn Williams
Guinn "Big Boy" Williams (26 de abril de 1899 – 6 de junio de 1962) fue un actor estadounidense conocido por su participación en grandes títulos del wéstern, como fue el caso de Dodge City (1939), Camino de Santa Fe (1940) y Los Comancheros (1961). Fue apodado "Big Boy" por su gran estatura y fuerte complexión física, la cual debía en buena parte a sus años trabajando en ranchos y jugando al béisbol.

## Biografía
Su nombre completo era Guinn Terrell Williams Jr., y nació en Decatur (Texas). Su padre, Guinn Williams Sr., fue representante del Distrito 13 de Texas en la Cámara de Representantes de los Estados Unidos entre 1922 y 1932
Williams debutó en el cine en la comedia de 1919 Almost A Husband, junto a Will Rogers y Cullen Landis. Diez años más tarde hizo un importante papel de reparto en la producción de Frank Borzage Lucky Star, con Janet Gaynor y Charles Farrell. A lo largo de los años veinte, Williams trabajó en numerosas producciones, la mayor parte de ellas del género western.
Posteriormente trabajó en The Great Meadow, junto a Johnny Mack Brown. En los años treinta Williams actuó con varios papeles de reparto, principalmente en películas de género dramático y westerns. En ese período coincidió en varias ocasiones con Hoot Gibson y Harry Carey. En 1941 fue uno de los muchos actores escogidos por Universal Pictures para trabajar en la serie cinematográfica Riders of Death Valley.
Williams actuó con frecuencia con Alan Hale, Sr., interpretando ambos a los compañeros de Errol Flynn en varias de sus películas. En 1960 fue elegido para trabajar en El Álamo y en Home from the Hill (Con él llegó el escándalo), con Robert Mitchum. Su último papel lo hizo con su buen amigo John Wayne y con Stuart Whitman en Los Comancheros.
Se casó en tres ocasiones, y en todas ellas con actrices. Fueron la actriz de cine mudo Kathleen Collins, la actriz de serie B Barbara Weeks, y Dorothy Peterson, a la que conoció en la década de 1940.
Guinn Williams falleció de modo inesperado en Hollywood, California, en 1962, a causa de una insuficiencia renal aguda. Tenía 63 años de edad. Fue enterrado en el Cementerio Forest Lawn Memorial Park de Hollywood Hills, Los Ángeles.